# Борисов, Владимир Иванович (лётчик)
Владимир Иванович Борисов (14 октября 1918, д. Ширяиха, Родниковский р-н, Ивановская обл. — 30 марта 1974, г. Ленинград) — Герой Советского Союза, на момент награждения — командир звена 10-го гвардейского авиационного Сталинградского Краснознамённого полка 3-й гвардейской авиационной Днепропетровской дивизии дальнего действия 3-го гвардейского авиационного корпуса авиации дальнего действия (АДД), гвардии капитан.

## Биография
Родился 14 октября 1918 года в деревне Ширяиха Юрьевецкого уезда, Иваново-Вознесенской губернии (ныне — Родниковского района Ивановской области) в семье крестьянина. Русский. Член ВКП(б)/КПСС с 1942 года. Образование среднее.
В 1936 году призван в Красную Армию по спецнабору. По путёвке Ивановского обкома комсомола направлен в военно-авиационную школу. В 1938 году он окончил Ворошиловградскую военную авиационную школу лётчиков. Как лучший из выпускников Борисов был оставлен в школе в должности лётчика-инструктора. Здесь и встретил начало Великой Отечественной войны. С первых дней писал рапорты об отправке на фронт, но только осенью 1942 года был направлен в действующую армию.
С сентября 1942 года на фронте. В составе 752-го авиационного полка дальнего действия (с марта 1943 года — 10-й гвардейский бомбардировочный авиационный полк АДД) участвовал в Сталинградской битве, в сражении на Орловско-Курской дуге, громил фашистские войска на Украине, в Белоруссии, в Польше, Чехословакии. Бомбил крупные военно-промышленные объекты в Кенигсберге, Данциге. Летал на бомбардировщиках Ил-4 (ДБ-3ф) и B-25 «Mitchell».
Гвардии капитан Борисов к апрелю 1944 года совершил 229 боевых вылетов на бомбардировку военно-промышленных объектов в глубоком тылу врага и скоплений живой силы и техники противника.
Указом Президиума Верховного Совета СССР от 19 августа 1944 года за образцовое выполнение заданий командования и проявленные мужество и героизм в боях с немецко-фашистскими захватчиками гвардии капитану Владимиру Ивановичу Борисову присвоено звание Героя Советского Союза с вручением ордена Ленина и медали «Золотая Звезда» (№ 4375).
Последние боевые вылеты совершил в ходе Берлинской операции, добивал врага в Берлине. К концу войны на счету Борисова было 302 боевых вылета.
После Победы остался в военной авиации. В 1955 году окончил Военно-воздушную академию, а затем — военную авиационную офицерскую школу боевого применения авиации. С 1958 года подполковник Борисов — в запасе. Жил в городе Липецке, затем в Ленинграде. Работал в Липецке на металлургическом заводе, в Ленинграде в институте Ленгипрохим и Академии Гражданской авиации. Умер 30 марта 1974 года.
Похоронен на Богословском кладбище Санкт-Петербурга.
Награждён двумя орденами Ленина, орденами Красного Знамени, Александра Невского, Красной Звезды, медалями.
Мемориальная доска в память о Борисове установлена Российским военно-историческим обществом на школе № 2 в городе Родники, где он учился.